# Santa-Maria-Figaniella
Santa-Maria-Figaniella (en cors Santa Maria è Figaniedda) és un municipi francès, situat a la regió de Còrsega, al departament de Còrsega del Sud. L'any 1999 tenia 72 habitants.

## Demografia
| 1962 | 1968 | 1975 | 1982 | 1990 | 1999 | 2008 |
| ---- | ---- | ---- | ---- | ---- | ---- | ---- |
| 95   | 110  | 89   | 70   | 58   | 72   | 82   |

## Administració
| Període | Identitat      | Partit | Qualitat |
| ------- | -------------- | ------ | -------- |
| 2001-   | Jean Ollandini |        |          |